# Власов Віктор Петрович (баскетболіст)
Власов Віктор Петрович (1 листопада 1925 — 2002) — радянський баскетболіст.
Срібний призер Олімпійських Ігор 1952 року.
Чемпіон Європи 1953 року, бронзовий призер 1955 року.